# Nephoptera persica
Nephoptera persica är en insektsart som först beskrevs av Boris Petrovich Uvarov 1929.  Nephoptera persica ingår i släktet Nephoptera och familjen vårtbitare. Inga underarter finns listade i Catalogue of Life.